# Sudetendeutsche Partei
Sudetendeutsche Partei var ett sudettyskt nationalistiskt parti, grundat som Sudetendeutsche Heimatfront den 1 oktober 1933 av gymnastikläraren Konrad Henlein. Henlein var partiordförande och från år 1935 var Karl Hermann Frank hans ställföreträdare.
Efter första världskriget bildades den nya staten Tjeckoslovakien, i vilken 3 miljoner tyskar bodde. Henlein var inte tillfreds med den tyska minoritetens ställning och grundade en "tysk kultur- och ödesgemenskap" för att sträva efter självbestämmanderätt. Partiet hade år 1938 omkring 1,3 miljoner medlemmar. Efter Münchenöverenskommelsen, enligt vilken Tjeckoslovakien tvingades avträda Sudetlandet, gick SdP upp i NSDAP.